# Protogygia elevata
Protogygia elevata är en fjärilsart som beskrevs av Smith 1891. Protogygia elevata ingår i släktet Protogygia och familjen nattflyn. Inga underarter finns listade i Catalogue of Life.